# Gee Bee Sportster
El Gee Bee Sportster fue una familia de aeronaves deportivas construida en los Estados Unidos a principios de los años 1930 por los Granville Brothers. Eran monoplanos de refuerzo de alambre y puntal de ala baja, de diseño convencional, si bien de acoplamiento corto, con carlingas abiertas y tren de aterrizaje fijo, con faldón de cola.

## Historia
El prototipo de la serie pequeña, designada Modelo X, fue construido para competir en el 1930 All-American Flying Derby patrocinado por Cirrus Engine Company. El Modelo X, pilotado por Lowell Bayles, se ubicó en segundo lugar en la carrera de Detroit a San Francisco y de regreso, con un promedio de 116.4 mph (186.7 km/h) sobre la distancia de 5541 millas (8887 km). Bayles usó su parte del premio en efectivo de 7000 $ para comprar el avión. El mismo año, se construyeron dos aviones muy similares, un Modelo B y otro Modelo C. Estos diferían del Modelo X al tener un tren de aterrizaje que incorporaba amortiguadores, en oposición al tren de aterrizaje rígido del Modelo X que se basaba en sus neumáticos para el impacto. absorción; pero mientras el Modelo B tenía un motor Cirrus similar al Modelo X, el Modelo C estaba equipado con un Menasco B-4.
Los Modelos X, A y B solo recibieron registros restringidos por parte del Departamento de Comercio, lo que significa que podrían volarse en condiciones muy específicas y solo en lugares específicos. Para obtener la certificación sin restricciones, Granville Brothers produjo una versión revisada llamada Modelo D, la diferencia más significativa es una aleta de cola rediseñada y más grande. Una aleta similar se instaló posteriormente en el Modelo C, lo que le permite obtener también un registro sin restricciones. El único ejemplo del Modelo D construido fue volado en competencia en las carreras aéreas de Cleveland de 1931, donde Bob Hall ganó el Trofeo Williams con él, y Mary Haizlip se ubicó segunda en dos de los eventos femeninos. 
El miembro definitivo de la familia Sportster fue el Modelo E, que estaba equipado con un motor radial Warner Scarab en lugar de los motores en línea utilizados en los modelos anteriores. Cuatro de estos aviones fueron construidos, y fue en uno de ellos que mataron a Zantford Granville en febrero de 1934, intentando aterrizar después de una falla del motor y evitando que las personas trabajaran en la pista de abajo.

## Variantes
- Modelo X - Motor ACE Ensign, tren de rodaje principal rígido (uno construido)
- Modelo B - Motor ACE Ensign, amortiguadores (uno construido)
- Modelo C - Motor Menasco B-4 (uno construido)
- Modelo D - Motor Menasco C-4, aleta más grande (uno construido)
- Modelo E - Motor Warner Scarab (cuatro construidos)
- Modelo F - Modelo X rediseñado con un Fairchild 6-390 (uno convertido)

## Especificaciones (Modelo E)

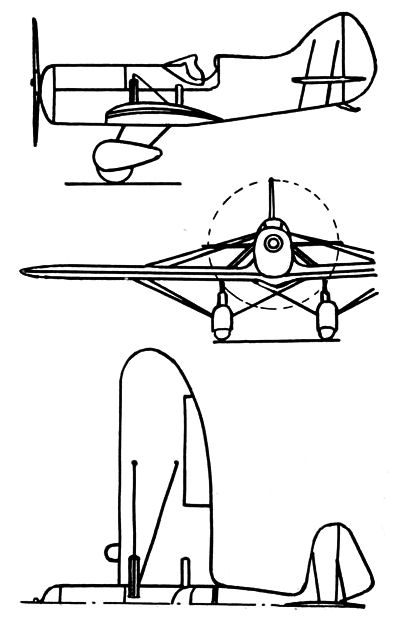
Dibujo de 3 vistas de Gee Bee Sportster de L'Aerophile Salon 1932

### Características generales
- Tripulación: un piloto
- Longitud: 17 pies 3 pulgadas (5,26 m)
- Envergadura: 25 pies 0 in (7.62 m)
- Altura: 6 pies 0 pulg (1,83 m)
- Área de ala: 95 ft2 (8.8 m²)
- Peso en vacío: 912 lb (414 kg)
- Central eléctrica: 1 × Warner Scarab, 110 CV (82 kW)

### Actuación
- Velocidad máxima: 189 mph (305 km / h)
- Velocidad de ascenso: 1100 ft / min (5,6 m / s)